# Vétheuil
Vétheuil ist eine kleine Gemeinde im Département Val-d’Oise in der Île-de-France mit 867 Einwohnern (Stand 1. Januar 2022), die  Vétheuillais/es genannt werden. Sie gehört zum Kanton Vauréal und liegt etwa 60 Kilometer nordwestlich von Paris in einem Bogen der Seine.
Bekannt wurde der Ort durch den Maler Claude Monet, der hier mehr als 150 Werke schuf.

## Geographie
Der Ort liegt im Tal der Seine und ist von kalkigen Felsen und den mit Bäumen bewachsenen Hängen des Waldes von Le Chesney umgeben. Die Gemeinde liegt im Regionalen Naturpark Vexin français.

## Geschichte
Der Ursprung des Namens Vétheuil, früher auch Vétheuille und Véteuil, ist nicht eindeutig geklärt.
Die Normannen besetzten Vétheuil im 9. Jahrhundert, um den weiteren Verlauf ihres Plünderzuges vorzubereiten, der sie auf der Seine bis nach Paris führte. Nach dem Vertrag von Saint-Clair-sur-Epte (911) wurde Vétheuil im Jahr 912 Grundherrschaft von La Roche-Guyon. Eine Burg mit drei Wehrtürmen wird im Jahr 1067 erwähnt. Der im Jahr 1198 von Johannes von Matha (1154–1213) und Felix von Valois (1127–1212) in Cerfroid (heute Brumetz, Picardie) gestiftete Trinitarier-Orden gründete im Jahr 1214 ein Hospital in Vétheuil. Ab dem Jahr 1228 existierte auch ein Leprosenheim. Die Burg und das Dorf fielen zu Beginn des Hundertjährigen Krieges in die Hände der Engländer und blieben, nach der erfolgreichen Belagerung der von Karl II. von Navarra verteidigten Burganlage durch Bertrand du Guesclin im April 1364, Besitz der französischen Krone, bevor sie im Jahr 1422 vorübergehend – für etwa zwanzig Jahre – abermals unter englische Vorherrschaft kamen.
Im Jahr 1635 forderte die Pest zahlreiche Opfer.
Die zu einem Schloss umgebaute Burg, deren Türme inzwischen geschleift worden waren, bewohnte im 18. Jahrhundert die Familie Morin de la Sablonnière. Sie ging durch die Hände verschiedener Besitzer, bevor sie im Jahr 1898 von der Familie Margueritte erworben wurde (siehe Persönlichkeiten).
| Einwohner                                                  | 518 | 527 | 687 | 689 | 732 | 858 | 885 |
| Ab 1962 offizielle Zahlen ohne Einwohner mit Zweitwohnsitz |     |     |     |     |     |     |     |

## Sehenswürdigkeiten

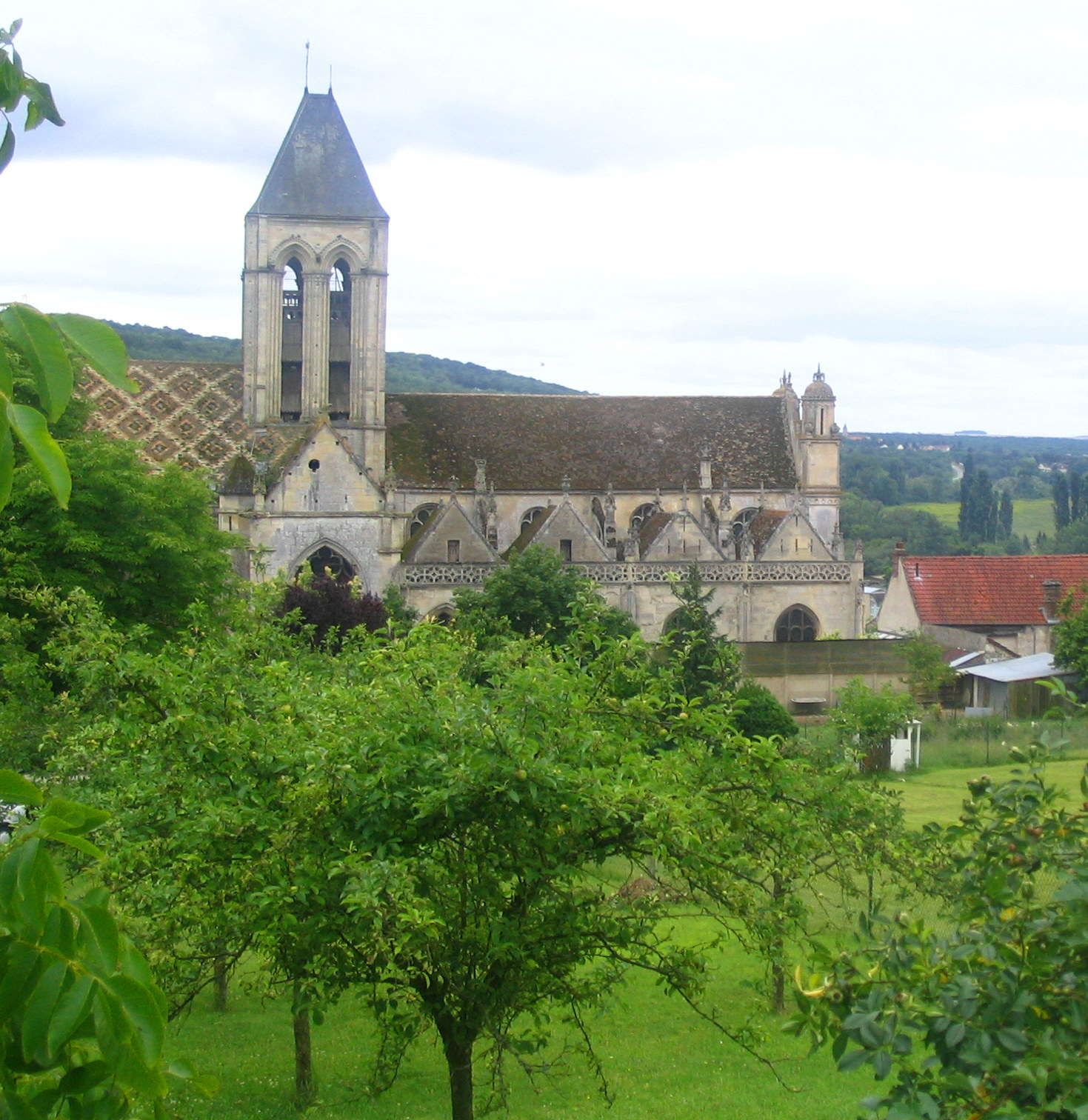
Pfarrkirche Notre-Dame de Vétheuil

Siehe auch: Liste der Monuments historiques in Vétheuil
- Pfarrkirche Notre-Dame (auch Notre-Dame-de-la-Nativité): Pfarrkirche, 1906 wurden  unter dem Kirchenschiff von Notre-Dame de Vétheuil Sarkophage aus der Regierungszeit der Merowinger entdeckt; vermutlich nimmt Notre-Dame den Standort eines früheren, im 11. Jahrhundert bezeugten Sakralbaus ein. Die Bauarbeiten begannen Ende des 12. Jahrhunderts mit dem Chor und dem Kirchturm, die Westfassade war im Jahr 1540 abgeschlossen, das Südportal im Jahr 1551. Die Kirche barg ein bemerkenswertes fünfteiliges Altarretabel (16. Jahrhundert)[3], dessen Flügel in den Jahren 1966 und 1973 gestohlen wurden. Zwei dieser Elemente kehrten, nachdem sie bei einem Antiquitätenhändler identifiziert wurden, im Jahr 2007 in die Kirche zurück. Notre-Dame de Vétheuil ist seit 1845 als Monument historique klassifiziert und steht folglich unter Denkmalschutz.
- Haus von Claude Monet:  Das sogenannte Haus von Claude Monet in der heutigen rue Claude-Monet, mietete der Maler ab 1878. Dieses Privathaus ist nicht öffentlich zugänglich.
- Die Souterrains der ehemaligen Burg sind erhalten, aber nicht zugänglich.
- Das  Lavoir (Waschhaus) von 1838 wurde 1964 restauriert und ist ebenfalls sehenswert.
- Eine Trompe-l’œil-Malerei an einer Hauswand am Rathausplatz zeigt einige der früher in Vétheuil ansässigen Maler.

## Persönlichkeiten
Personen mit Beziehung zur Stadt

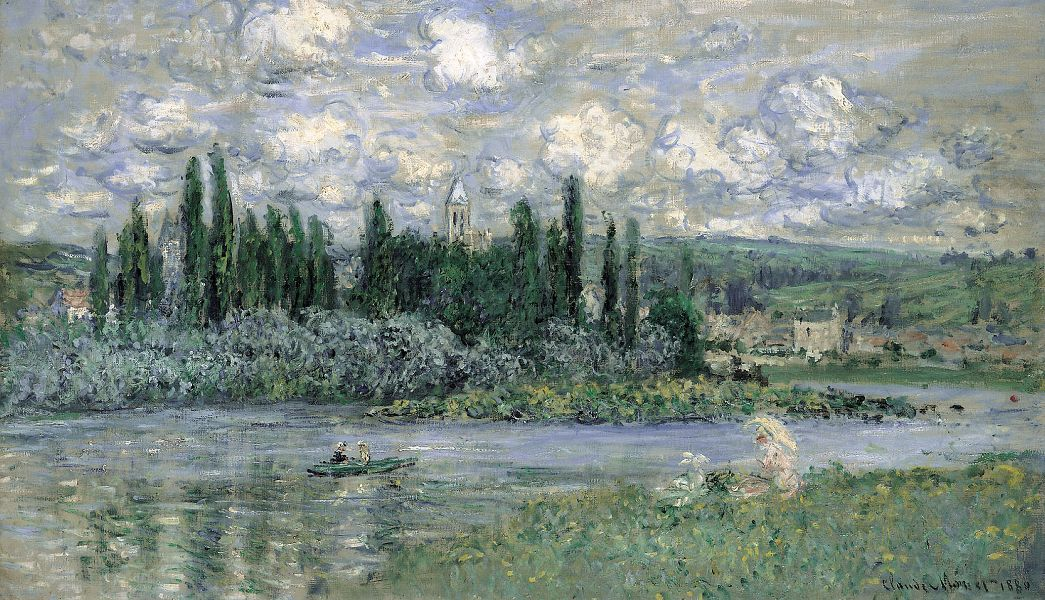
Claude Monet: Ansicht von Vétheuil, 1880

- Claude Monet (1840–1926), französischer Maler, lebte und arbeitete in Vétheuil. Er schuf in dieser Zeit etwa 150 Gemälde. Ein Beispiel ist das Gemälde Fin d'apres-midi, Vetheuil. Seine Ehefrau Camille Doncieux starb am 5. September 1879 im Alter von 32 Jahren in Vétheuil und ist auf dem dortigen Friedhof bestattet.
- Victor Margueritte (1866–1942) und sein Bruder Paul Margueritte (1860–1918),  französische Autoren, bewohnten das Schloss Vétheuil
- Joan Mitchell (1925–1992), amerikanische Malerin des abstrakten Expressionismus lebte, arbeitete und starb in Vétheuil, wo auch ihr Quebecer Lebensgefährte, der Maler Jean-Paul Riopelle (1923–2002) ansässig war. Letzteren ehrte die Gemeinde, indem sie eine Schule nach ihm benannte.